# Ugo (Akita)
Ugo (jap. 羽後町 Ugo-machi) – miasto w Japonii, na wyspie Honsiu, w prefekturze Akita. Według danych na rok 2020 miejscowość zamieszkiwało 13 825 mieszkańców , a gęstość zaludnienia wyniosła 59,9 os./km².